# Max Breunig
Max Breunig (* 12. November 1888 in Stein, heute zu Königsbach-Stein; † 4. Juli 1961 in Karlsruhe) war ein deutscher Fußballspieler. Er absolvierte zwischen 1910 und 1913 insgesamt neun Länderspiele und schoss dabei ein Tor für die deutsche Nationalelf. In allen neun Einsätzen war er Kapitän der deutschen Mannschaft. Mit dem Karlsruher FV gewann er 1910 die Meisterschaft. Als Trainer wurde der als Lehrer ausgebildete Breunig mit dem SV 1860 München 1931 Vizemeister.

## Leben
Der bullige, 1,96 m große Breunig spielte ab 1905 zunächst aushilfsweise, dann mit 16½ Jahren ständig in der ersten Mannschaft des Karlsruher FV, zuerst auf Linksaußen, dann als Verteidiger, bis er von seinem damaligen Trainer William Townley als Mittelläufer eingesetzt wurde. Auf dieser Position galt er als einer der besten in der Zeit vor dem Ersten Weltkrieg. Auf Vereinsebene gewann Breunig mit dem Karlsruher FV 1910 die deutsche Meisterschaft. Im Finalspiel gegen Holstein Kiel erzielte er in der zweiten Verlängerung per Elfmeter den 1:0-Siegtreffer. Im selben Jahr gewann er mit der süddeutschen Auswahl den Kronprinzenpokal. Zwei Jahre später war er erneut in der siegreichen Auswahl Süddeutschlands vertreten. Im September 1913 wechselte Breunig zum 1. FC Pforzheim.
Die Zeitschrift „Fußball“ schrieb über Breuning nach dem Länderspiel gegen Dänemark im Jahr 1913: „In der Läuferreihe war Breuning der Turm in der Schlacht. Er war ohne Überhebung der beste Mann der Deutschen, wenn nicht gar des ganzen Feldes. Ein so erfolgreiches Spiel eines Mittelläufers ist auf deutscher Seite bisher nicht gezeigt worden. Er hielt völlig einen Vergleich mit seinem berühmten Kontrahenten Middelboe aus. Breuning stellte Middelboe in den Schatten.“
Durch den Ausbruch des Ersten Weltkrieges wurde seine Spielerkarriere zunächst unterbrochen und durch eine Kriegsverletzung schließlich beendet. Nach dem Krieg war er als Trainer unter anderem bei seinen früheren Vereinen 1. FC Pforzheim und Karlsruher FV tätig, von 1922 bis 1924 trainierte er den FC Basel. Besonders erfolgreich war er als Trainer des SV 1860 München. 1926/27 zog er mit den Löwen ins Halbfinale um die Deutsche Meisterschaft ein und scheiterte dort am 1. FC Nürnberg. 1928 wurde er vorübergehend durch den späteren ersten Meistertrainer des FC Bayern München, Richard Dombi, ersetzt.
Nach Breunigs Rückkehr 1930/31 erreichte der TSV 1860 sogar das deutsche Meisterschaftsfinale gegen den amtierenden Meister Hertha BSC, der das Finale zum sechsten Mal in Folge erreichte. Die Sechziger gingen zwei Mal in Führung, verloren aber durch einen Treffer von Willi Kirsei in der 89. Minute unglücklich. 1932/33 erreichte er erneut die Endrunde um die deutsche Meisterschaft. Der TSV 1860 scheiterte aber im Halbfinale an Schalke 04. Unter seiner Regie spielte der TSV 1860 mit den ansehnlichsten Kombinationsfußball Deutschlands und ihm hat der TSV den Aufstieg vom mittelmäßigen Bezirksligisten (damals höchste Spielklasse) zu einer der besten Mannschaften Deutschlands zu verdanken. Mit dem zweiten Abschied Breunigs verschwanden die Münchner wieder für einige Zeit im Mittelmaß. In der Saison 1937/38 trainierte Max Breunig den FC Wacker München in der Gauliga. Der ihm noch aus gemeinsamen Karlsruher Zeiten gut bekannte Eugen Seybold war inzwischen 1. Vorstand des FC Wacker und verpflichtete ihn als Cheftrainer. Nach dem Abstieg 1938 wurde er im September des Jahres 1938 von Alfred Schaffer abgelöst.
Breunig trainierte von 1941 bis 1943 (Bezirksliga Baden) sowie von 1946 bis 1948 (Oberliga Süd bzw. Landesliga Nordbaden) nochmals seinen Heimatverein Karlsruher FV.
Zum 1. Mai 1933 war Breunig der NSDAP beigetreten (Mitgliedsnummer 2.941.841).
Zuletzt lebte Breunig in der Siedlung Arlinger des Pforzheimer Stadtteils Brötzingen.